# Casar de Cáceres (kommun)
Casar de Cáceres är en kommun i Spanien.   Den ligger i provinsen Provincia de Cáceres och regionen Extremadura, i den centrala delen av landet, 260 km väster om huvudstaden Madrid. Antalet invånare är 4 796.